# 裂叶山楂
裂叶山楂（学名：Crataegus remotilobata）是蔷薇科山楂属的植物。分布于俄罗斯以及中国大陆的新疆等地，多生长于生山坡沟边或路旁，目前尚未由人工引种栽培。